# Zentralmuseum des Großen Vaterländischen Krieges

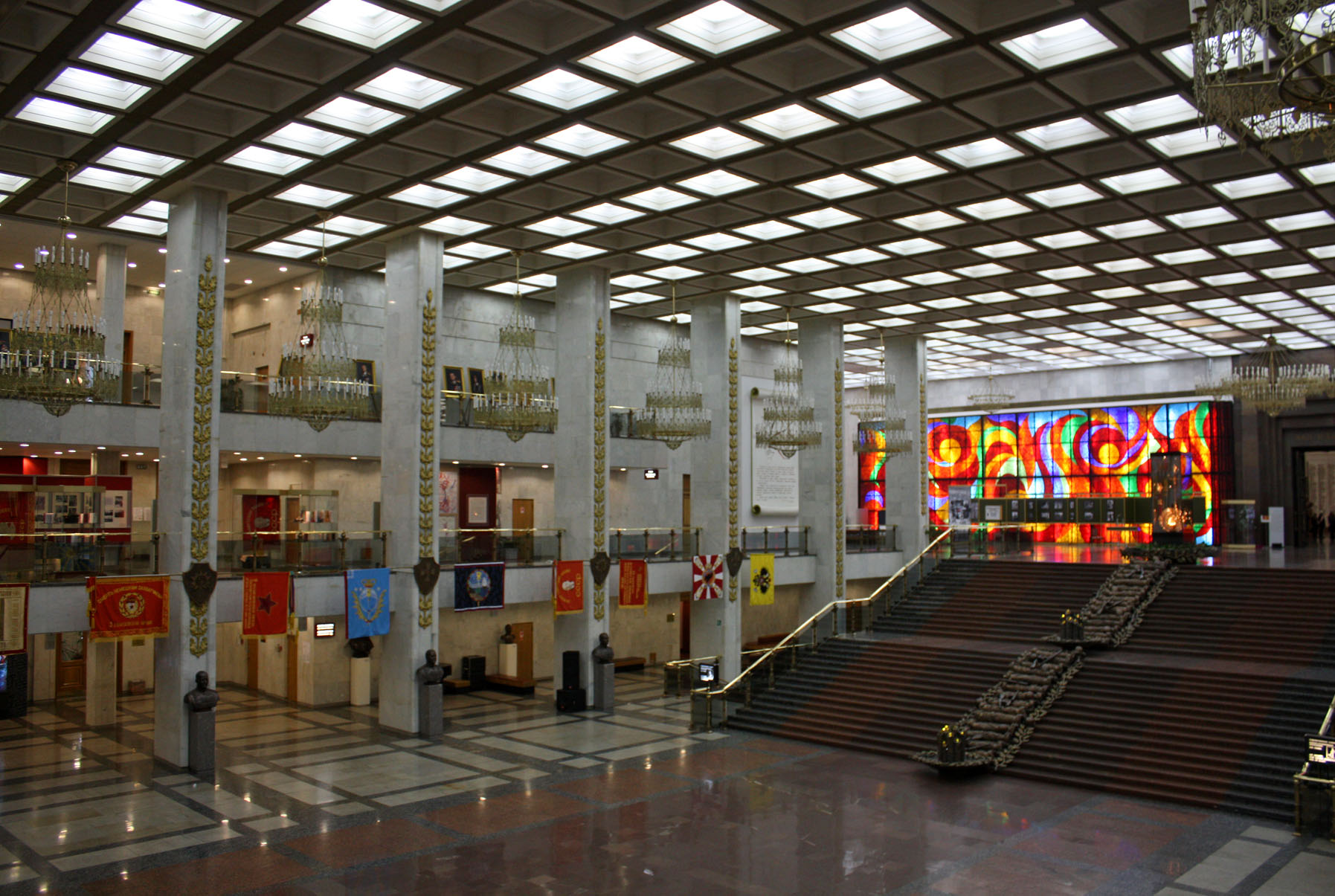
Halle der Kommandeure

Das Zentralmuseum des Großen Vaterländischen Krieges (russisch Центральный музей Великой Отечественной войны) ist ein Museum über den Zweiten Weltkrieg. Es ist neben dem Zentralmuseum der Russischen Streitkräfte und der Roten Armee, das die Rolle der Armee betont, ein Gedenkort an die Ereignisse und die Personen im gesamten Kriegsgeschehen in Moskau.
Eine Filiale befindet sich mit dem Memorialmuseum deutscher Antifaschisten in Krasnogorsk ⊙.

## Geschichte
Nach dem Zweiten Weltkrieg vergrößerte sich der Bestand des Armeemuseums beträchtlich und es erhielt 1951 den Namen Zentralmuseum der Sowjetarmee. Es enthielt eine ständige Ausstellung zum Großen Vaterländischen Krieg. Baubeginn war am 3. März 1986, Eröffnung am 9. Mai 1995. Architekt war Anatoli Trofimowitsch Poljanski.
Sonderausstellungen 2022
Im Museum eröffnete 2022 die Ausstellung „Gewöhnlicher Nationalsozialismus“, welche den Russischen Überfall auf die Ukraine  rechtfertigen sollte. Zwei Wochen nach der Eröffnung setzte Großbritannien den Museumsdirektor wegen der Verbreitung von Desinformation auf die Sanktionsliste. Die unabhängige Internetzeitung Meduza berichtete über eine „sehr seltsame“ Ausstellung, welche ohne jede Erklärung eines Zusammenhanges Symbole wie Hakenkreuz und Ukrainische Flagge zusammenführe. Unzählige Videos würden ohne jede erkennbaren örtlichen oder zeitlichen Zusammenhang präsentiert, selbst solche vollkommen irrelevanter Youtubekanäle. Die Fortsetzungsausstellung «Gewöhnlicher NATOzismus» zeige laut Eigenangabe die „konsequente aggressive Aktivität des (NATO-)Bündnisses“, die Ausstellung präsentiere laut Beschrieb in der NZZ „in aggressiver Verdrehung der Fakten“ einen angeblichen «Nazismus» Europas und der USA.

## Lage
Das Museum steht im Siegespark auf dem Poklonnaja-Hügel. Dort befinden sich auch eine Ausstellung von Fahrzeugen aus dem Krieg und die Gedenksynagoge an die Shoah, die Kirche St. Georg, die Gedenkmoschee, ein Triumphbogen und ein Obelisk.

## Ausstellung
Im Außengelände des Museums sind in einer Landschaft verschiedene Ausstellungsobjekte zu sehen. Weitere Exponate finden sich im Innenbereich. Ohne den Anspruch auf Vollständigkeit:

### Geschütze
- TM-1-180 Eisenbahngeschütz
- 76-mm-Gebirgsgeschütz M1938
- 120-mm-Mörser M1938
- 122-mm-Kanone M1931 (A-19) (2×)
- 122-mm-Haubitze M1938
- 152-mm-Kanone M1935 (Br-2)
- 152-mm-Haubitze M1943
- 160-mm-Mörser M1943
- 203-mm-Haubitze B-4M
- 37-mm-Flugabwehrkanone M1939 (61-K)
- 45-mm-Panzerabwehrkanone M1937 (53-K)
- 42-mm-Panzerabwehrkanone M1942
- 76-mm-Regimentskanone M1927
- 76-mm-Regimentskanone M1943 (OB-25)
- BM-13 Katyusha
- Type 88 75-mm-Flugabwehrkanone (JP)
- Type 90 75-mm-Feldkanone 1930 (JP)
- Type 94 75-mm-Feldkanone 1934 (JP)
- 57-mm-Panzerabwehrkanone ZIS-2
- 76-mm-Panzerabwehrkanone ZIS-3
- 45-mm-Panzerabwehrkanone M1937

### Fahrzeuge
- T-18 (MS-1) ohne Fahrwerk
- T-26 Modell 1931
- T-26 Modell 1933
- BT-7 Modell 1937
- T-34 Modell 1941
- T-34 Modell 1942
- T-34-85 Modell 1944
- T-44
- KV-1S
- IS-2
- IS-3
- T-46 Prototyp ohne Fahrwerk
- T-55A
- T-60
- T-64 BV
- T-70
- T-72
- SU-100 (2×)
- Matilda II (GB)
- Sherman M4 A2 (US)
- Pz.Kpfw. III Ausf. J (D)
- Pz.Kpfw. III Ausf. L Wrack (D)
- Pz.Kpfw. IV Ausf. F (D)
- Pz.Kpfw. 38 (t) Ausf. F (D)
- Panzerjäger 38 Ausf. M „Marder III“ (D)
- Sturmgeschütz III (D)
- OT-810 als Sd.Kfz. 251 (CZ)
- Type 2 Ka-Mi (JP)
- Type 4 Ke-Nu (JP)
- Type 95 Ha-Go (JP)
- Type 97 Chi-Ha (JP)
- Type 97 Shinhoto (JP)
- GAZ M1 Stabwagen
- Unic-Kegresse P-107 (FR)

### Flugzeuge
- MIG-15
- MIG-17
- MIG-21
- Sukhoi Su-2
- Sukhoi SU-17
- JU-88 (Cockpit-Sektion) (D)
- LaGG-3
- YAK-3
- Iljuschin Il-2
- Iljuschin Il-4
- Nakajima Ki-43 (JP)
- Kochyerigin DI-6
- Me Bf-109 (Replika) (D)
- Me Bf-110 (Heck-Sektion) (D)
- Bell P-63 Kingcobra (US)
- Hawker Hurricane IIB (GB)
- Polikarpow I-15
- Polikarpow I-16
- Kamov Ka-25 PL
- Kamov Ka-25 PLO
- Kamov Ka-26
- Mil Mi-24D
- Mil Mi-8T
- Mil Mi-24

### Sonstiges
- Suchscheinwerfer 3-15-4B M1939
- Turm des U-Bootes L-3
- Lazarett-Eisenbahnwaggon
- Gedeckter Güterwagen
- Flachwagen (Eisenbahn)
- Lokomotive Typ 680-96
- Panzerzug
- Schienenwolf (Bauart?)
- Reste einer gesprengten Brücke
- Torpedo 53-39
- Patroulienboot Project 1204 (Shmel class)
- Torpedoboot Project 123 bis
- U-Boot-Schiffsschraube